# Beloved (film, 1998)
Pour les articles homonymes, voir Beloved.
Pour plus de détails, voir Fiche technique et Distribution.
Beloved, ou La Bien-aimée au Québec, est un film dramatique historique américain coproduit et réalisé par Jonathan Demme, sorti en 1998. Il s’agit de l’adaptation du roman du même nom de Toni Morrison publié en 1987 et prix Pulitzer.

## Synopsis
En 1873, peu après la guerre civile, dans l’Ohio, Sethe, une ancienne esclave, a chèrement conquis sa liberté. Abandonnée par son mari, elle élève seule sa fille, Denver, jusqu’au jour, où, un ancien compagnon d’infortune, Paul D., lui rend visite. Ce dernier lui propose de vivre avec elle. Sethe répond à sa proposition favorablement, et espère qu’il saura remplacer le père de sa fille que cette dernière n’a jamais connu. Quelques jours plus tard, une créature nommée Beloved surgit des marais sous les yeux du couple. Sethe croit reconnaître en elle le bébé qu’elle a sacrifié dix-huit ans plus tôt, et décide de l’adopter.

## Fiche technique
- Titre original : Beloved
- Réalisation : Jonathan Demme
- Scénario : Akosua Busia, Richard LaGravenese et Adam Brooks, d’après le roman éponyme de Toni Morrison
- Musique : Rachel Portman
- Direction artistique : Tim Galvin
- Décors : Kristi Zea et Kane O’Hara
- Costumes : Colleen Atwood
- Photographie : Tak Fujimoto
- Montage : Andy Keir et Carol Littleton
- Production : Jonathan Demme, Edward Saxon, Gary Goetzman, Oprah Winfrey et Kate Forte
- Sociétés de production : Touchstone Pictures, Harpo Films et Clinica Estetico
- Société de distribution : Gaumont Buena Vista International (GBVI)
- Budget : 53 millions de dollars[réf. nécessaire]
- Pays de production :  États-Unis
- Langue originale : anglais
- Genre : drame historique, horreur psychologique
- Durée : 172 minutes
- Dates de sortie :
  - États-Unis : 8 octobre 1998 (sortie limitée) ; 16 octobre 1998 (date nationale)
  - France : 28 avril 1999

## Distribution
- Oprah Winfrey (VF : Maïk Darah ; VQ : Claudine Chatel) : Sethe
- Danny Glover (VF : Richard Darbois ; VQ : Guy Nadon) : Paul D.
- Thandie Newton (VF : Annie Milon ; VQ : Julie Burroughs) : Beloved
- Kimberly Elise (VQ : Camille Cyr-Desmarais) : Denver
- Beah Richards : Baby Suggs
- Lisa Gay Hamilton : Sethe jeune
- Harry Northup : le shérif
- Jason Robards : M. Bodwin

## Accueil critique
Pour L'Express, "le film prend à la gorge, même si le réalisateur se laisse parfois emporter par une grandiloquence toute mélodramatique. Il lui est reproché un abus d'effets spéciaux ainsi qu'une direction d'acteurs trop appuyée".

## Distinctions

### Récompenses
- Chicago Film Critics 1999 : Actrice la plus prometteuse pour Kimberly Elise
- NAACP Image Awards 1999 : Meilleur acteur pour Danny Glover

### Nominations
- Oscars 1999 : Meilleurs costumes pour Colleen Atwood

- Chicago Film Critics 1999 :
  - Meilleure actrice dans un second rôle pour Kimberly Elise
  - Meilleure photographie pour Tak Fujimoto

- NAACP Image Awards 1999 :
  - Meilleur film
  - Meilleure actrice pour Oprah Winfrey
  - Meilleur second rôle féminin pour Beah Richards
  - Meilleur second rôle féminin pour Kimberly Elise
  - Meilleur second rôle féminin pour Thandie Newton